# Tampok
La rivière Tampok ou Tampoc est un cours d'eau qui coule au sud de la Guyane française, et un affluent droit de la Rivière Lawa, donc un sous-affluent du fleuve Maroni.

## Géographie

La commune de Maripasoula contient entièrement le bassin de la Tampok.

De 268 km de long. Elle prend sa source, du côté guyanais sur le bassin versant qui alimente le fleuve Maroni. Sur l'autre bassin versant, mais toujours côté guyanais, se situe la source de la rivière Camopi qui se jette dans le fleuve Oyapock.
La rivière Tampok reçoit les eaux de plusieurs affluents, dont celles de la rivière Ouaqui (ou Waki). La rivière Tampok, poursuit son cours sinueux avant d'aller se jeter dans la Rivière Lawa qui devient, en aval, le fleuve Maroni avant de se jeter dans l'océan Atlantique.
Les villages d'Élahé et de Kayodé rassemblent des communautés amérindiennes Teko et Wayana vivant dans le Haut-Maroni, sur les rives du Tampoc, dans le sud-ouest de la Guyane sur la commune de Maripasoula.

## Affluents
Le Tampok a de nombreux affluents dits crique dont - de l'amont vers l'aval - :
- Crique Alice (rg[note 1]),
- Crique Wawi (rd),
- Crique Amansou (rd),
- Crique Petit Inini du Tampok (rg),
- Crique Ngoulou (rg),
- Crique Martino (rd),
- Crique Hippolyte (rg),
- Crique Hélène (rg),
- Rivière Waki (rd)
- Crique Schmitt (rg),
- Crique Bostok (rd),

## Orpaillage
Le Tampok est victime d’orpaillage. L’armée française contrôle la rivière en détruisant les baraques d’orpailleurs sur le bord des rives et en faisant des contrôles sur la rivière.